# Gekijōban shakugan no Shana
Gekijōban shakugan no Shana (劇場版 灼眼のシャナ? lett. "Shana dagli occhi ardenti versione teatrale") è un film d'animazione del 2007 diretto da Takashi Watanabe.
Il film, tratto dalla serie anime Shakugan no Shana, è uscito nelle sale giapponesi il 21 aprile 2007 come uno dei tre film proiettati al Dengeki Bunko's Movie Festival. Il film non è un sequel dell'anime, ma un adattamento di tutti gli eventi raccontati nella prima light novel, e contiene elementi che non erano stati utilizzati per la serie animata. Il DVD del film è stato pubblicato il 21 settembre 2007 in due differenti edizioni, una edizione speciale che contiene il film in versione cinematografica, in versione director's cut e dei contenuti speciali, ed una edizione normale contenente solo il film versione director's cut.

## Colonna sonora
Sigla di chiusura
1. Tenjou wo Kakeru Monotachi cantata da Love Planet Five

Insert song
1. Akai Namida (赤い涙) cantata da Mami Kawada